# Czosnek grzebieniasty
Czosnek grzebieniasty (Allium carinatum L.) – gatunek rośliny z rodziny amarylkowatych. Rodzimym obszarem jego występowania jest Europa od Francji na zachodzie po Szwecję i kraje bałtyckie na północy i Ukrainę oraz zachodnią Turcję na wschodzie. 
Na terytorium Polski gatunek znany był długi czas tylko z udokumentowanego w 1924 roku stanowiska w rezerwacie Bielinek nad Odrą, później nieodnalezionego, w związku z czym miał status gatunku wymarłego. W lipcu 2017 r. dr Lucjan Rutkowski odkrył stanowisko czosnku przy ul. Polnej w Toruniu. W 2023 gatunek ten znaleziony został na dwóch stanowiskach w gminie Komańcza w Bieszczadach.

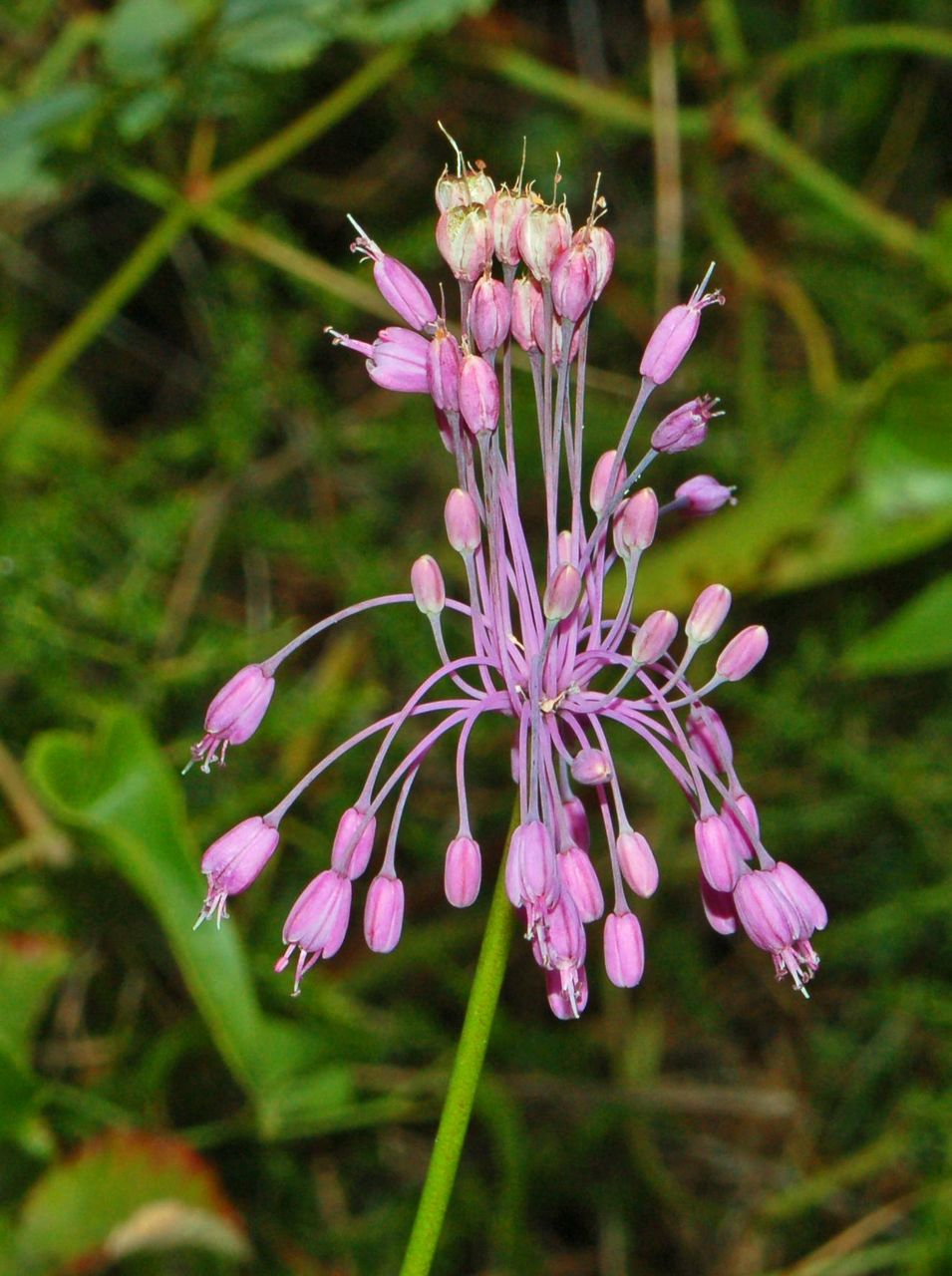
Kwiatostan czosnku grzebieniastego

## Morfologia
PokrójBylina, geofit, posiadająca pod ziemią kulistą lub jajowatą cebulę okrytą białymi lub brunatnymi błonami. Wyrasta z niej głąbik o wysokości 20-100 cm, sztywny i w dolnej części ulistniony. Jest bardzo podobny do czosnku zielonawego.
LiścieSłabo rynienkowate, o szerokości 2-5 mm.
KwiatyZebrane w baldach o nierównej długości szypułkach. W kwiatostanie często powstają zielone cebulki. Kwiaty są lejkowatodzwonkowate, o fioletowych lub purpurowych działkach i wyraźnie grzebieniastych działkach (stąd gatunkowa nazwa rośliny). Pręciki są o wiele dłuższe od działek okwiatu.

## Zmienność
Gatunek zróżnicowany na dwa podgatunki:
- Allium carinatum subsp. carinatum – występuje w całym zasięgu gatunku; baldach z cebulkami, torebki powstają rzadko
- Allium carinatum subsp. pulchellum (G.Don) Bonnier & Layens – rośnie w południowej Europie; baldach bez cebulek, kwiaty i torebki liczne

## Zagrożenia i ochrona
Gatunek umieszczony na Czerwonej liście roślin i grzybów Polski (2006, 2016), w Polskiej czerwonej księdze roślin (2014) i na obszarze Polski prawdopodobnie wymarły (kategoria zagrożenia EX). Na czerwonej liście w wydaniu z 2016 roku posiada kategorię RE (wymarły w obszarze Polski).

## Zastosowanie
Jest uprawiany jako roślina ozdobna. Preferuje słoneczne stanowisko i potrzebuje żyznej i próchnicznej gleby. Rozmnaża się go przez cebulki przybyszowe lub przez siew nasion. Podobnie jak inne gatunki czosnków jest atakowany przez choroby i szkodniki, przede wszystkim przez śmietkę cebulankę, białą zgniliznę cebuli i nicienia niszczyka zjadliwego.